# Kevin Spadanuda
Kevin Spadanuda (* 16. Januar 1997 in Bülach) ist ein schweizerisch-italienischer Fussballspieler.

## Karriere
Ausgebildet wurde Spadanuda hauptsächlich in der Jugendabteilung des FC Aarau und weiterer Aargauer Vereine, des Teams Aargau. Ab 2015 spielte er im höchsten Nachwuchsteam der Aargauer. 2016 pausierte er für einige Zeit, bevor er sich beim FC Schinznach Bad (4. Liga) und dem SC Schöftland (2. Liga interregional) wieder in den überregionalen Fussball zurückkämpfte. 2018 wurde er beim FC Baden (1. Liga) aufgenommen. 2019 wechselte er zurück zu seinem Juniorenverein nach Aarau. Sein Debüt feierte er am 24. August 2019 (1:5 gegen Lausanne-Sport). Nach einer starken Hinrunde in der Saison 2021/22 wurde Spadanuda von Beobachtern als einer der Schlüsselspieler der Aarauer bezeichnet und wurde als «Best Player 2021» der Challenge League nominiert, eine Auszeichnung, die schliesslich Roman Buess gewann. Im Sommer 2022 verliess er die Schweiz und wechselte zum französischen Erstligisten AC Ajaccio. Mit der Mannschaft stieg er am Saisonende in die Ligue 2 ab, woraufhin er den Verein im Sommer 2023 verliess und wieder in die Schweiz zurückkehrte, wo ihn der FC Luzern verpflichtete. Im November 2023 zog er sich eine Bänderverletzung zu, und fiel bis Ende Rückrunde aus. Zum Start der Hinrunde war Spadanuda wieder fit. Bereits im Februar brach sich Spadanuda im Training den Fuss und fiel den Rest der Saison aus.